# Rue Gustave Nadaud
Koordinaten: 48° 52′ N, 2° 16′ O
Die Rue Gustave Nadaud ist eine 85 Meter lange und 10 Meter breite Straße im Quartier Muette des 16. Arrondissements von Paris.

## Lage
Die Straße beginnt zwischen den Nummern 11 und 15 der Rue de la Pompe und endet bei Haus Nummer 12 des Boulevard Émile Augier.

## Namensursprung
Der Straßenname soll an den Chansonnier und Musiker Gustave Nadaud (1820–1893) erinnern.

## Geschichte
Ursprünglich trug die seinerzeit noch weiter nach Westen reichende Straße den Namen Avenue de la Petite-Muette und führte zu einem separat gelegenen Seitenflügel des Schlosses La Muette, dem sogenannten Petite Muette, das um 1796 von dem Marquis de Talleyrand bewohnt wurde.
Sie führte am Rand des Anwesens vorbei, das der Schriftsteller und Kritiker Jules Janin (1804–1874) von 1856 bis zu seinem Tode bewohnte und heute das Grundstück mit Nummer 11 der Rue de la Pompe bildet, an der die Rue Gustave Nadaud ihren Anfang nimmt. 1894 wurde die Straße durch den Bau des Boulevard Émile Augier erheblich verkürzt und endet seither an diesem.
Als die Straße auf ihre heutige Länge reduziert wurde, erhielt sie den Namen des im vorangegangenen Jahr verstorbenen Liederschreibers und Sängers Gustave Nadaud (1820–1893), der mehr als 300 Lieder verfasste. Nadaud lebte in der nach ihm benannten Straße und später in der Rue de Passy.